# Photoscotosia trisignata
Photoscotosia trisignata är en fjärilsart som beskrevs av Moore 1867. Photoscotosia trisignata ingår i släktet Photoscotosia och familjen mätare. Inga underarter finns listade i Catalogue of Life.